# Janowo (Ostrów Mazowiecka)
Pour les articles homonymes, voir Janowo.
Janowo (prononciation : [jaˈnɔvɔ]) est un village polonais de la gmina d'Andrzejewo dans le powiat d'Ostrów Mazowiecka de la voïvodie de Mazovie dans le centre-est de la Pologne.

## Histoire
De 1975 à 1998, le village appartenait administrativement à la voïvodie de Łomża.